# 電視企業
電視企業有限公司（除牌當時為0009.HK）-- 前香港交易所主版上市公司。1984年1月5日，「香港電視廣播有限公司」（HK-TVB Limited）成為上市公司（當時「電視廣播有限公司」為其附屬公司）；1985年，成為恆生指數成份股。當時無綫的業務漸趨多元化，開始經營電視之外的生意。但因為港英政府收緊政策，例如實施「電視台股份二級管制」，不允許免費電視台是其他後期成立非廣播公司的附屬機構，觸發公司改組：「香港電視集團」一分為二，電視業務為主的電視廣播有限公司取代「香港無綫電視」的上市地位，而其他非廣播業務就歸予「電視企業」。（進一步內容詳見與非廣播業務的分合。）
當時電視企業經營唱片（華星唱片）、旅遊（見聞會社及精華遊）、出版（香港電視及博益出版）、照片沖曬（珊瑚沖印）、便利店（香港電視服務站，其後更名為地利店）等，並持有清水灣電視城內部分土地，後來在1996年被南華早報集團私有化而除牌。

## 外部連結
- 南華早報集團[永久]
- 證監會96/97年報 （页面存档备份，存于）